# هنریتا ناگیووا
 هنریتا ناگیووا (اسلواکی: Henrieta Nagyová؛ زاده ۱۵ دسامبر ۱۹۷۸) یک تنیس‌باز اهل اسلواکی است.